# スリ・アシィ
『スリ・アシィ』（すり・あしぃ、原題：Sri Asih）は、2022年にインドネシアで製作されたスーパーヒーロー映画。
本作は、インドネシアのスーパーヒーロー映画シリーズ「ブンミラゲット・シネマティック・ユニバース（BCU）」の第2弾作品となっている。
出演は、『グンダラ ライズ・オブ・ヒーロー』のペフィタ・ピアース、『復讐は私にまかせて』のレザ・ラハディアン、『眠る男』のクリスティン・ハキム。1954年に出版されたラデン・アフマド・コサシの同名コミックが原作となっており、同年に制作された実写映画『Sri Asih』のリメイク作品となっている。
日本では2023年12月15日より東京・ヒューマントラストシネマ渋谷ほか全国劇場にて公開された。

## ストーリー
ジャワ島のムラピ山に訪れた若い夫婦。妻・ナイのお腹には新しい命が宿っており順風満帆な旅であったが、突如噴火が起こり、若夫婦は必死に逃げるも命を落としてしまう。ナイの死の間際に生まれた女の子・アラナは孤児院で育てられていたが、裕福な女性・サリタの目に留まった彼女は養子として迎えられ、ジャカルタで生活することとなる。
成長したアラナは幼いころからの強靭な力を活かし、格闘家としての日々を送っていた。サリタや仲間たちとともに練習、試合に明け暮れ充実していたが、時折「怒りを開放しろ」と唆す、火の姿をした“彼女”の悪夢を見ることに悩まされていた。サリタとともに自制心を鍛えていたアラナであったが、ある日の実業家の息子・マテオとの試合で感情を抑えきれなくなり怒りを開放してしまう。その試合に起因し、サリタがマテオらに襲われたことを知ったアラナは復讐へと向かうが、その最中に彼女を知るという謎の2人に戦いを止められ、助けられる。
2人に連れられたアラナは、自身が強大な力を持つ女神アシィの化身であり、邪悪な火の女神の復活を阻止する存在であると伝えられる。
自身の運命を知ったアラナは、自身の怒りを断つため、自身に宿った責務を果たすために戦いに挑むことを決意する――。

## キャスト
- アラナ / スリ・アシィ - ペフィタ・ピアース（英語版）
- ジャトミコ / 悪魔の精 - レザ・ラハディアン（英語版）
- マリア―ニ - クリスティン・ハキム（英語版）
- タングー - ジェフリ・ニコル（英語版）
- カラ - ディマス・アンガラ
- プラヨゴ・アディネガラ - スーリヤ・サプトラ
- サリタ - Jenny Zhang
- ガズル - アリオ・バイユ
- ガンダ・ハムダン - アクィ・シンギー
- マテオ・アディネガラ - ランディ・パガリラ
- レンジャナ - Faradina Mufti
- ジャガウ - レヴァルド
- 火の女神 - ディアン・サストロワルドヨ
- 女神アシィ - Maudy Koesnaedi
- ナニ・ウィジャヤ - ナイワ・シハブ
- ナヤラ（ナイ） - Canti Tachril
- ファルザン - Jourdy Pranat
- ゴダム - チコ・ジェリコ

## スタッフ
- 監督 - ウピ（英語版）
- 脚本 - ウピ、ジョコ・アンワル（英語版）
- 美術 - ジャファル
- アクション指導顧問 - イコ・ウワイス
- スタントコーディネーター - ベリー・トリ・ユリスマン

## 映画祭・受賞歴
- 第52回ロッテルダム国際映画祭 - 「Limelight」部門正式出品
- 第25回ウディネ・ファーイースト映画祭 - コンペティション部門正式出品
- 第27回富川国際ファンタスティック映画祭 - 「Mad MaxX」部門正式出品
- 第19回オースティン・ファンタスティック映画祭 - 「Next Wave」部門作品賞
- 第11回ピアラ・マヤ（Piala Maya） - 衣裳デザイン賞受賞、メイク・ヘアスタイリング賞ノミネート、ポスターデザイン賞ノミネート、視覚効果賞ノミネート